# SAR80
SAR80はシンガポールの兵器開発メーカーである、チャータード・インダストリー・オブ・シンガポール（現STエンジニアリング)が製造していたアサルトライフル。

## 概要
チャータード・インダストリー・オブ・シンガポール社はアメリカ合衆国のアーマライト社が開発したM16自動小銃を生産していたが、国内向けのみでは工場を稼働する十分な収益を得られず、また契約の問題で自国製M16を輸出する権限もなかったため、オリジナルの小銃を開発する必要があった。
開発のため本銃の設計者であるフランク・ウォーターズほか、イギリスのスターリング・アーマメントに所属する技術者が招かれ、同社のスターリングSAR-87およびAR-18が設計の基になった 。
1984年より製造されるとシンガポール軍に2万丁ほど配備され、その他国外数カ国に輸出された。

## 仕様
AR-18などと同じガス圧作動方式で5.56x45mm NATO弾を使用し、使用弾倉もAR-18およびM16などと同じSTANAGマガジンである。
安価かつ作動の信頼性は高いとされているが人間工学的なデザイン性が劣るため、シンガポール軍ではM16がそのまま使われ続けた。その後、改良版のSR88が発表されたものの、新設計のSAR21が軍の主力小銃として採用された。

## 使用国

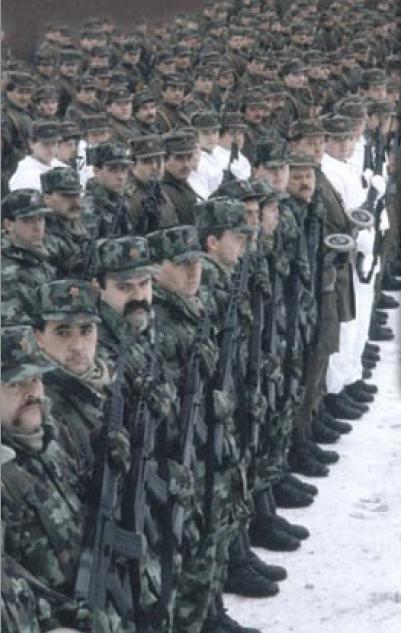
SAR80を装備するスロベニア地域防衛隊の兵士

- 中央アフリカ共和国
  - 中央アフリカ憲兵隊
- クロアチア
  - クロアチア軍
- シンガポール
  - シンガポール軍
- パプアニューギニア
  - パプアニューギニア防衛軍
- スロベニア
  - スロベニア地域防衛隊
- スリランカ
  - スリランカ軍とタミル・イーラム解放のトラが使用。
- ザイール
- コンゴ民主共和国
  - ルワンダ解放民主軍がコンゴにて使用。
- ソマリア
  - 1980年代に20,000丁が導入され、その後ソマリア内戦にて複数の軍閥が使用。